# Isochariesthes brunneopunctipennis
Isochariesthes brunneopunctipennis är en skalbaggsart som först beskrevs av Hunt och Stefan von Breuning 1966.  Isochariesthes brunneopunctipennis ingår i släktet Isochariesthes och familjen långhorningar. Inga underarter finns listade i Catalogue of Life.